# Мартиросян, Вилен Арутюнович
Мартиросян Вилен Арутюнович (22 сентября 1940 года, Кировабад, Азербайджанская ССР — 19 июля 2023 года) — советский военнослужащий, генерал-лейтенант Вооружённых сил Украины. Народный депутат СССР. Активный деятель и один из руководителей Народного Руха Украины. Председатель Политической партии «Отчизна»

## Биография
Вилен Мартиросян в 1957 году окончил среднюю школу в городе Гяндже.
В 1963 году окончил Киевское военное училище связи.
В 1972 году окончил Военную академию связи им. С. М. Буденного.
В 1959-1991 гг. служил в Советской Армии на должностях: командира взвода, роты, батальона, заместителя командира полка, начальника штаба бригады, командира отдельного полка.
В 1966-1968 годах — депутат районного совета г. Ереван Армянской ССР.
В 1986-1988 годах депутат городского совета г. Ровно (Украина), 1990-1994 — депутат Ровненской областной рады.
В 1989-1991 годах — народный депутат СССР от Ровенской области, в его поддержку проголосовали 87 % избирателей округа. Будучи народным депутатом СССР, входил в состав комиссий Верховного Совета СССР по расследованию трагедии в Грузии (май — октябрь 1989 г.), событий в Прибалтике (январь — февраль 1990 г.), трагедии в Нагорном Карабахе. Член Координационного совета Межрегиональной депутатской группы — координатор по военным вопросам.
Под руководством Вилена Мартиросяна впервые в СССР была создана общественная организация военнослужащих Союз социальной защиты «Щит».
В 1989-1991 годах — заместитель председателя общественно-политической организации «Народный Рух Украины» — председатель совета национальностей НРУ.
В 1991 году был одним из организаторов военно-патриотической организации «Союз офицеров Украины», стал её первым председателем, создал во всех областях Украины областные организации СОУ.
Деятельность СОУ во главе с В. А. Мартиросяном положила начало формированию Вооруженных Сил Украины. Его полк первым вышел из подчинения МО СССР и вошёл в подчинение Верховной Рады Украины, подняв на своей территории национальный флаг.
В 1991-1992 годах — Вилен Мартиросян через Союз офицеров Украины организовал принятие присяги всеми военнослужащими и военнообязанными на верность народу Украины, чем было положено начало строительства Вооруженных Сил как гаранта независимости Украины. Союз офицеров Украины под руководством В. А. Мартиросяна приложил много усилий по кадровому укомплектованию вновь созданного Министерства обороны.
В 1992 году Вилен Мартиросян был назначен председателем Комитета по вопросам социальной защиты военнослужащих и членов их семей при Кабинете Министров Украины.
На 1998 год — председатель объединения «Отечество», затем — одноимённой партии «Отчизна», которая выступает за укрепление отношений с Россией и Беларусью.
В 2006 году отказался от слияния партии «Родина» и «Партии Регионов».
На парламентских выборах 2006 года «Отечество», возглавляемая Виленом Мартиросяном, вместе с партиями «Социалистическая Украина», партией «Союз» и Славянской партией образовали избирательный блок «За союз».
Вилен Мартиросян — третий номер в списке блока «За союз».